# Scania CN270UB
Scania CN270UB/CN280UB OmniCity – niskopodłogowy autobus miejski produkowany przez zakład koncernu Scania w Słupsku.

## Opis modelu
Przednią część modelu Scania CN270UB OmniCity stylizowano tak, aby linie nadwozia nabierały kształtu uśmiechu (tzw. smiling bus). Pojazd wykonano ze skręcanych profili ze stopów aluminium wzmacnianych w pobliżu miejsc skręcania elementami z bardziej odpornych metali. Technologia ta umożliwia budowę nadwozia z łatwo wymiennych, odpornych na korozję elementów. Zastosowanie aluminium podwyższa cenę pojazdu, ale zwiększa jego żywotność i cenę przy odsprzedaży. 5-cylindrowy silnik Scania DC9 17 270 o pojemności 8,9 dm3 i mocy maksymalnej 270 KM natomiast do CN280UB zastosowano silnik Scania DC9 38 280 o mocy maksymalnej 280 KM współpracuje z automatyczną, 6-biegową skrzynią biegów firmy ZF oraz portalowym mostem napędowym tej samej firmy. Normę czystości spalin Euro 4 i Euro 5 uzyskano bez wykorzystania wtrysku płynu AdBlue w katalizatorze. Oś przednia jest własnym produktem firmy Scania. W wyposażeniu opcjonalnym występują takie elementy jak system EBS, klimatyzacja oraz monitoring przestrzeni pasażerskiej. Większość autobusów wewnątrz różni się od siebie na przykład układem foteli oraz rodzajem tapicerek.

## Eksploatacja
Model autobusu zyskał w Polsce popularność głównie w średnich miastach, a nawet w Warszawie. Eksploatuje się go m.in. w MZK Koszalin, MZK Słupsk, PKS Grodzisk Mazowiecki czy PKM Jaworzno. W Grudziądzu eksploatację modelu CN270UB zakończono w 2024. Większość autobusów została wyprodukowana fabrycznie w Scania Production Słupsk, lub była eksportowana, na przykład z norweskiego miasta Oslo.

## Galeria

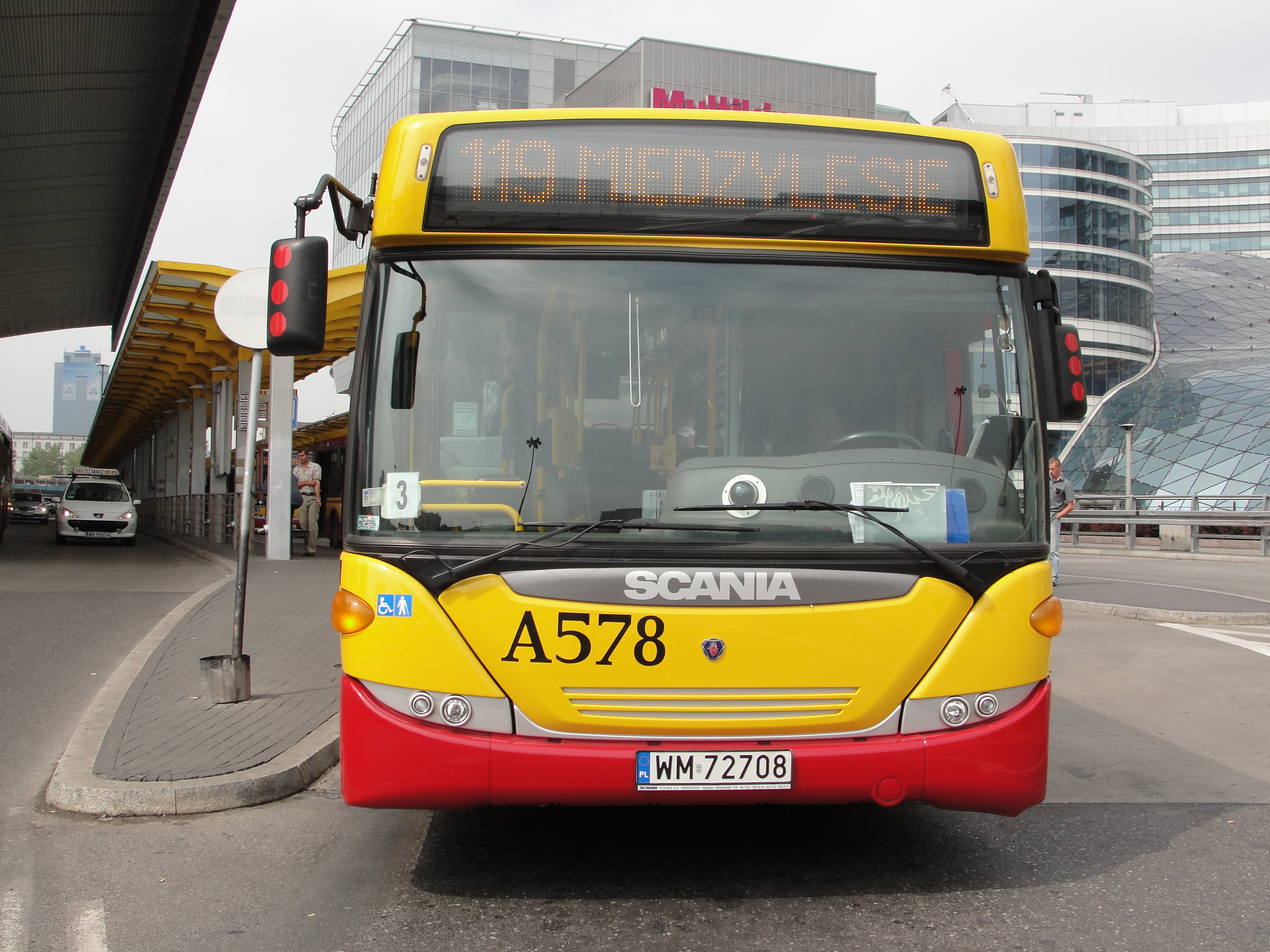
Scania CN270UB przy dworcu Centralnym w Warszawie
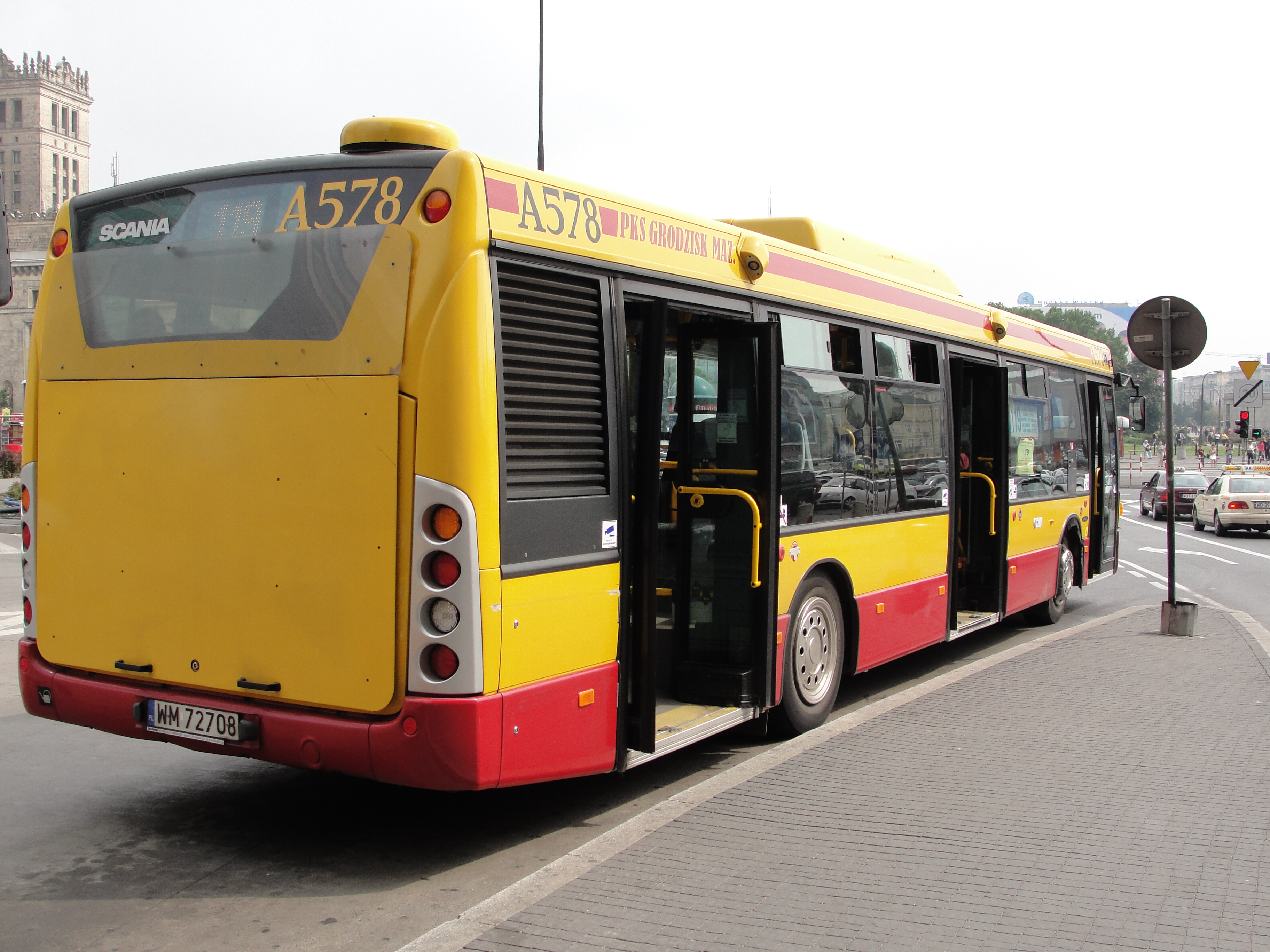
Scania CN270UB przy dworcu Centralnym w Warszawie
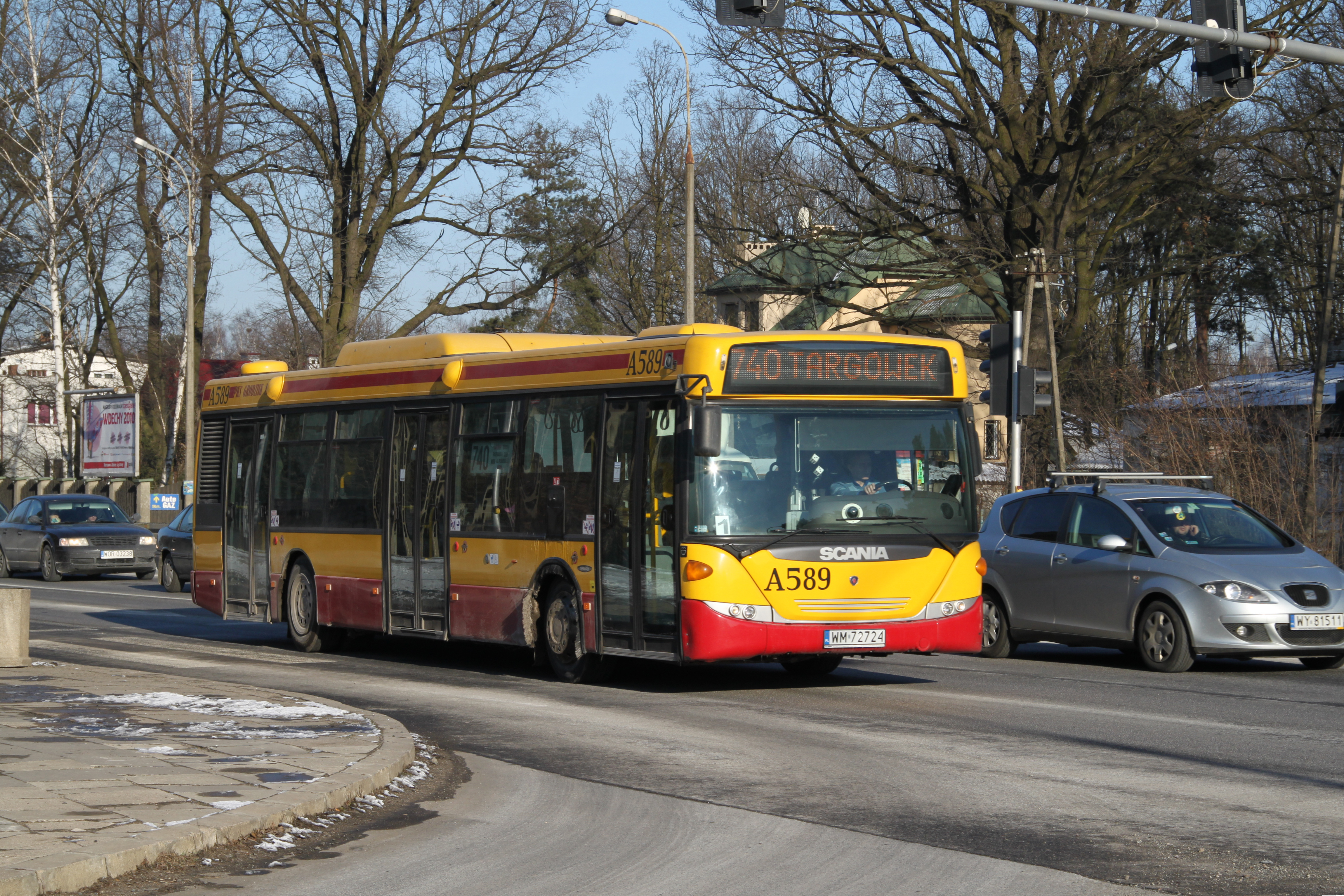
Scania CN270UB w Markach